# Força do Amor (filme)
Força do Amor é um filme brasileiro de 1953, dirigido por Eurides Ramos, a partir do seu roteiro com J. B. Tanko, com direção de fotografia de Hélio Barrozo Netto. Nos papeis centrais estão Fada Santoro, Boguslaw Samborski, Miro Cerni, Terezinha Carvalho e Hortência Santos. Trilha sonora de Alexandre Gnattali e regência de Radamés Gnatalli.

## Elenco[3]
| Ator/Atriz         | Personagem     |
| ------------------ | -------------- |
| Fada Santoro       | Lúcia          |
| Boguslaw Samborski | Coronel Mendes |
| Miro Cerni         | Ricardo        |
| Terezinha Carvalho | Tininha        |
| Hortência Santos   | Dona Carlota   |